# Lindichgraben
Der Lindichgraben in den mittelfränkischen Landkreisen Weißenburg-Gunzenhausen und Donau-Ries ist ein rechter Zufluss des Neugrabens, der zusammen mit dem Baderschlachtgraben ein Seitenarm der Rohrach bildet.

## Verlauf
Der Lindichgraben tritt auf einer Höhe von 455 m ü. NHN am westlichen Ortsrand von Trendel aus einem kleinen Weiher aus. Er fließt an Mäuskreut und Lerchenbühl vorbei. Südlich von Megesheim mündet der Kropflachgraben in den Fluss. Nach einem Lauf von rund 5 Kilometern fließt der Lindichgraben zwischen Schwörsheim und Laub von rechts in den Neugraben.